# Ethel Smith
Ethel May Smith (Toronto, 1907. július 5. – Toronto, 1979. december 31.) olimpiai bajnok kanadai atléta.

## Pályafutása
Részt vett az 1928-as amszterdami olimpiai játékokon. Fanny Rosenfeld, Myrtle Cook és Jane Bell társaként aranyérmet nyert a négyszer százas váltón. E versenyszámban máig ez az egyetlen kanadai győzelem. Az egyéni 100 méteres döntőbe is bejutott, itt harmadik lett az amerikai Betty Robinson és a szintén kanadai Bobbie Rosenfeld mögött.

## Egyéni legjobbjai
- 100 méter síkfutás – 12,3 s (1928)